# 郭崇光
郭崇光，清朝人，是一名清朝政治人物。
郭崇光曾于1902年接替陈其寿任奉贤县知县一职，1905年由朱庚旦接任。